# واراد
واراد (به مجاری:  Várad) یک شهرداری در مجارستان است که در ناحیه سیگت‌وار واقع شده‌است. واراد ۷٫۹۳ کیلومتر مربع مساحت و ۱۲۹ نفر جمعیت دارد.